# Ramsey Campbell
Pour les articles homonymes, voir Ramsey et Campbell.
John Ramsey Campbell, né le 4 janvier 1946 à Liverpool, est un écrivain britannique.
Ses premières œuvres furent fortement influencées par le travail de H. P. Lovecraft. Son premier recueil, The Inhabitant of the Lake and Less Welcome Tenants, publié par Arkham House en 1964 se rattache au Mythe de Cthulhu. 
Campbell a écrit de nombreux romans, dont des histoires surnaturelles. Par exemple, The Face That Must Die, (publié une première fois en 1979 et une seconde fois, dans une édition révisée, en 1983), est l'histoire d'un tueur en série homophobe, histoire majoritairement contée du point de vue du tueur.

## Œuvres

### Romans
- La Poupée qui dévora sa mère ((en) The Doll Who Ate His Mother, 1976)
- (en) The Bride of Frankenstein, 1977Sous le nom de Carl Dreadstone.
- (en) Dracula's Daughter, 1977Sous le nom de Carl Dreadstone.
- (en) The Wolfman, 1977Sous le nom de Carl Dreadstone.
- (en) The Face That Must Die, 1979
- Le Parasite ((en)  (The Parasite, 1980)Publié aux États-Unis sous le titre To Wake the Dead
- La Secte sans nom ((en)  (The Nameless, 1981)Porté à l'écran par Jaume Balagueró
- (en) The Claw, 1983Sous le nom de Jay Ramsay.
- (en) Incarnate, 1983
- (en) Obsession, 1985
- La Lune affamée ((en) The Hungry Moon, 1986)
- Envoûtement ((en) The Influence, 1988)
- Images anciennes ((en) Ancient Images, 1989)
- Soleil de minuit ((en) Midnight Sun, 1990)
- (en) Needing Ghosts, 1990
- Spirale de malchance ((en) The Count of Eleven, 1991)
- (en) The Long Lost, 1993
- (en) The One Safe Place, 1995
- (en) The House on Nazareth Hill, 1996
- (en) The Last Voice They Hear, 1998
- Des enfants silencieux ((en) Silent Children, 2000)
- (en) Pact of the Fathers, 2001
- (en) The Darkest Part of the Woods, 2003
- (en) The Overnight, 2004
- (en) Secret Stories, 2006
- (en) Grin of the Dark, 2007
- (en) Thieving Fear, 2008
- (en) Creatures of the Pool, 2009
- (en) The Seven Days of Cain, 2010
- (en) Ghosts Know, 2011
- (en) The Kind Folk, 2012
- (en) Think Yourself Lucky, 2014
- (en) Thirteen Days by Sunset Beach, 2015
- (en) The Wise Friend, 2020
- (en) Fellstones, 2022
- (en) The Lonely Lands, 2023

### Recueils de nouvelles
- (en) The Inhabitant of the Lake and Less Welcome Tenants, 1964
- (en) Demons by Daylight, 1973
- (en) The Height of the Scream, 1976
- (en) Dark Companions, 1982
- (en) Cold Print, 1985
- (en) Scared Stiff: Tales of Sex and Death, 1987
- (en) Dark Feasts: The World of Ramsey Campbell, 1987
- (en) Waking Nightmares, 1991
- (en) Two Obscure Tales, 1993
- (en) Alone with the Horrors, 1993
- (en) Strange Things and Stranger Places, 1993
- (en) Far Away & Never, 1996
- (en) Ghosts and Grisly Things, 1998
- (en) Scared Stiff: Tales of Sex and Death, 2002
- (en) Told by the Dead, 2003
- (en) Inconsequential Tales, 2008
- (en) Just Behind You, 2009
- (en) Holes for Faces, 2013
- (en) Visions from Brichester, 2015
- (en) By the Light of My Skull, 2018
- (en) The Village Killings & Other Novellas, 2021